# Мельник, Владимир Александрович
Владимир Александрович Ме́льник (1941—1997) — советский и украинский литературовед.

## Биография
Родился в 1941 году в Нежине (ныне Черниговская область, Украина). Окончил Нежинский техникум механизации, затем — КГУ имени Т. Г. Шевченко. Работал в Институте литературы имени Т. Г. Шевченко НАНУ. Автор монографий и многочисленных статей по истории украинской литературы XX века. Исследователь биографии и творчества В. П. Пидмогильного. Доктор философских наук. Доктор филологических наук.

## Награды и премии
- Государственная премия Украины имени Тараса Шевченко (1996) — за учебное пособие «История украинской литературы XX века» в 2 книгах

## Избранные труды
- Суворий аналітик доби: Валер’ян Підмогильний в ідейно-естетичному контексті української прози першої половини XX ст. / Володимир Олександрович Мельник . — Київ : Інститут літератури ім. Т. Г. Шевченка НАН України, 1994 . — 319 с. — ISBN 5-7702-0909-7 .
- Валер’ян Підмогильний : До 90-річчя від дня народження / Володимир Олександрович Мельник . — Київ : Б.и., 1991 . — 48 с.
- Валер’ян Петрович Підмогильний. Оповідання. Повість. Романи; Упорядкування, вступна стаття та примітки Володимира Олександровича Мельника . — Київ : Наукова думка, 1991 . — 793 с. : портр. — (Бібліотека української літератури . Радянська українська література) . — ISBN 5-12-002453-X . (досі найповніше видання творів Підмогильного зі вступною статтею і дуже ґрунтовними коментарями всіх творів)
- Мужність доброти : літературно-критичні статті / Володимир Олександрович Мельник . — Київ : Радянський письменник, 1982 . — 272 с.